# Saint-Laurent-de-Cerdans
Saint-Laurent-de-Cerdans là một xã trong tỉnh Pyrénées-Orientales, vùng Occitanie phía nam nước Pháp. Xã Saint-Laurent-de-Cerdans nằm ở khu vực có độ cao trung bình 675 mét trên mực nước biển.